# 흰죽지
흰죽지(pochard)는 오리과에 속하며 학명은 Aythya ferina이다. 몸길이는 약 46cm로, 수컷은 머리와 목이 어두운 밤색이고, 가슴은 검은색이며, 날개와 등은 회색이다. 암컷은 머리·가슴·목이 붉은 갈색이다. 호수·연못·하천·하구 등에 서식하며 물풀의 잎이나 줄기·열매·수생 무척추동물 등을 먹는다. 물 속에 머리를 넣어 찾거나 아예 물 속으로 1-3m 정도 잠수하여 잡아먹는다. 암컷은 6-9개의 알을 낳으며, 알은 녹색을 띤 회색이다. 한국을 포함하여 전 세계에 넓게 분포하며 한국에서는 겨울에 볼 수 있다.

## 개요
크기는 약 45cm ~ 47cm이며 무게는 약 0.6kg~1kg이다.
수컷은  머리가 붉은색이며 머리는 갈색인 암컷과 달리 몸은 회색이고 머리와 목이 어두운 밤색이고, 가슴은 검은색이며, 날개와 등은 회색이다.
암컷은 머리,가슴,목이 붉은 갈색이며 등쪽이 회색이고 수컷에 비하여 어두운 빛이 강하다
호수,연못,하천,하구 등에 서식하며 물풀의 잎이나 줄기·열매·수생 무척추동물 등을 먹는다.
물 속에 머리를 넣어 찾거나 아예 물 속으로 1~3m 정도 잠수하여 잡아먹는다.
한국을 포함하여 전세계에 넓게 분포하며 강이나 하천, 저수지 등에서 볼 수 있는 겨울 철새이고
흰죽지는 한국에서 겨울을 보내는 겨울 철새로 댕기흰죽지나 검은머리흰죽지 등과 함께 큰 무리를 형성하기도 한다.
부리는 전체적으로 회색이며, 끝은 검은색이다. 번식이 끝난 후 생기는 수컷의 변환 깃은 색이 약간 흐려질 뿐 큰 변화는 없고
눈을 지나는 황갈색의 둥근 뺨 선이 있으나 멀리에서는 잘 보이지 않으며, 눈 주위는 흰색이다.
잠수성 오리류로 흰뺨검둥오리, 청둥오리와 달리 육지로 올라오는 경우는 많지 않고 가끔 물가에 나와 휴식을 취하기도 하지만 흔하지 않다.
암컷은 6~9개의 알을 낳으며, 알은 녹색을 띤 회색이며 둥지는 호수와 연못의 가장자리에 갈대숲이나 마름 등 수초가 무성한 곳에 만들고
갈대 줄기나 잎을 활용하여 접시 모양으로 둥지를 만들며 둥지 바닥에는 자신의 가슴과 배의 솜털을 깔고 산란기는 4월 하순~6월 상순이다
포란은 암컷만 하며 기간은 약25~27일이고 새끼를 키우는 기간은 약51~56일 정도이고 이 기간 동안 암컷은 새끼들과 함께한다.

## 참고 자료
- 이 문서에는 다음커뮤니케이션(현 카카오)에서 GFDL 또는 CC-SA 라이선스로 배포한 글로벌 세계대백과사전의 내용을 기초로 작성된 글이 포함되어 있습니다.